# Dan Duțescu
Dan Duțescu (n. 21 octombrie 1918 – d. 26 septembrie 1992) a fost un profesor de limba și literatura engleză al Universității din București, traducător, și membru al Uniunii Scriitorilor din România.
A fost unul dintre cei mai cunoscuți specialiști în limba și literatura engleză din România, efectuând stagii de specializare la catedrele universităților din Londra și Cambridge. Opera sa principală este Limba engleză fără profesor, reeditată într-un număr mare de ediții, aceasta rămânând, pentru generații de cursanți, principalul manual de învățare al limbii engleze.
A colaborat la multe traduceri cu Leon Levițchi.

## Operă

### Cărți publicate
- Limba engleză fără profesor - multiple ediții continuu îmbunătățite
- Humour in English (Editura Științifică, 1964)
- Manual de conversație în limba engleză (ed. I - Editura Științifică, 1970; ed. II - 1973; ed. III - 1976)
- Spoken English - Manual de conversație în limba engleză (ed. a IV-a, Ed. Miron, 1991)

### Traduceri
- Romanian poems, București, Ed. Eminescu, 1982. 334 p.
- Blandiana, Ana: "Poems/Poeme" (Bilingual ed.), București, Ed. Eminescu, 1982. 176 p.
- Chaucer, Geoffrey: "Troilus și Cresida", București, Ed. Univers, 1978
- Chaucer, Geoffrey: "Povestirile din Canterbury", București, Ed. Polirom, 1998

 Acest articol biografic despre un profesor universitar român este un ciot. Puteți ajuta Wikipedia prin completarea lui!